# 延伸記憶體
延伸記憶體（eXtended Memory），指的是超過1MB以上的記憶體空間，在配備Intel 80286或以上的CPU的IBM PC上。它是在1988年，由微軟、蓮花研究、英特爾和AST研究共同開會制定出來的規格，他們共同制定了延伸記憶體的定義、應用程式取用延伸記憶體的中斷呼叫，這個標準在MS-DOS的個人電腦時代，成為解決個人電腦記憶體不足的一種方法。
一般來說，在Intel 80286以上的個人電腦，超過640KB部分的RAM，通常都會對映到超過1MB以上的部分，使得在保護模式下的程式可以存取它們。但即使沒有這種對映，還是有可能可以存取1MB以上的RAM。
延伸記憶體在真實模式只能透過EMS、UBM、XMS、HMA等方式來存取，只有在保護模式下執行的程式才可以直接存取到延伸記憶體。例如：Microsoft Windows，透過全域描述表（GDT）與多個局部描述表（LDT）可以存取這些記憶體，被稱為保護模式是因為被局部描述的節區不能被使用其他LDT的程式存取。被全域描述指派的記憶體節區有更嚴格的限制，當破壞時會引發硬體異常（通常是General Protection Fault），這使得在保護模式下執行的程式不會互相干擾。
保護模式下的作業系統（如Windows）也可以執行真實模式的程式，並提供延伸記憶體給他們。DOS保護模式介面是微軟所提供，在多工環境下使MS-DOS程式可以存取延伸記憶體的方法。